# أودري ألكسندرا براون
أودري ألكسندرا براون هي مقالاتية وكاتِبة وشاعرة كندية، ولدت في 29 أكتوبر 1904 في نانيامو إي في كندا، وتوفيت في 20 سبتمبر 1998 في فيكتوريا في كندا.